# 90e cérémonie des Oscars
La 90e cérémonie des Oscars du cinéma (90th Academy Awards), organisée par l'Academy of Motion Picture Arts and Sciences, a eu lieu le 4 mars 2018 au Théâtre Dolby de Los Angeles pour récompenser les films sortis en 2017. Elle est présentée pour la seconde fois par le comédien Jimmy Kimmel.
Les nominations ont été annoncées le 23 janvier 2018 à Los Angeles par les acteurs Tiffany Hadish et Andy Serkis.
En prélude à cette soirée, l’Académie a distingué par un Oscar d'honneur (Academy Honorary Award) Charles Burnett (acteur), Owen Roizman (directeur de la photographie), Donald Sutherland (acteur) et Agnès Varda (réalisatrice) lors de la 9e cérémonie des Governors Awards, qui s'est déroulée le 11 novembre 2017.

## Présentateurs et intervenants
Présentateurs
- Jimmy Kimmel, maître de cérémonie

Intervenants

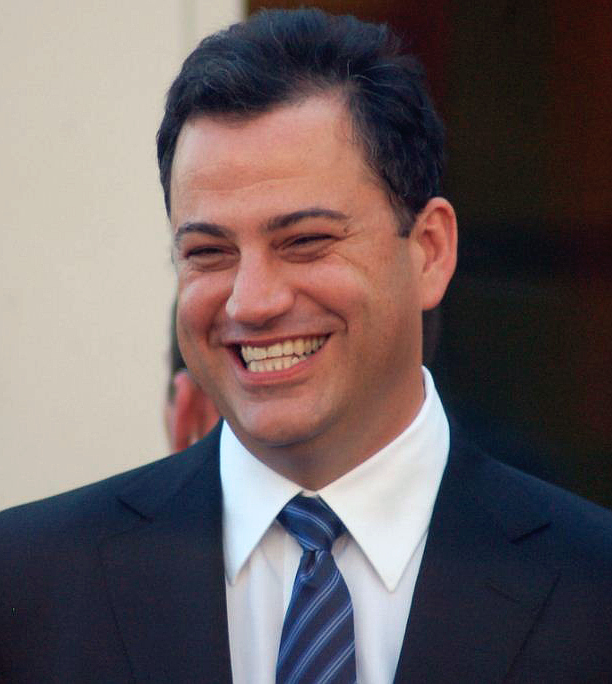
Jimmy Kimmel, maître de cérémonie pour la 2e fois consécutive.

- Viola Davis remet l'Oscar du meilleur acteur dans un second rôle
- Gal Gadot et Armie Hammer remettent l'Oscar des meilleurs maquillages et coiffures
- Eva Marie Saint remet l'Oscar de la meilleure création de costumes
- Laura Dern et Greta Gerwig remettent l'Oscar du meilleur film documentaire
- Taraji P. Henson présente la chanson originale Mighty River nommée dans la catégorie meilleure chanson originale
- Ansel Elgort et Eiza González remettent l'Oscar du meilleur montage de son et l'Oscar du meilleur mixage de son
- Kumail Nanjiani et Lupita Nyong'o remettent l'Oscar des meilleurs décors
- Eugenio Derbez présente la chanson originale Remember Me nommée dans la catégorie meilleure chanson originale
- Rita Moreno remet l'Oscar du meilleur film en langue étrangère
- Mahershala Ali remet l'Oscar de la meilleure actrice dans un second rôle
- Mark Hamill, Oscar Isaac et Kelly Marie Tran remettent l'Oscar du meilleur film d'animation et l'Oscar du meilleur court métrage d'animation
- Daniela Vega présente la chanson Mystery of Love nommée dans la catégorie meilleure chanson originale
- Tom Holland et Gina Rodriguez remettent l'Oscar des meilleurs effets visuels
- Matthew McConaughey remet l'Oscar du meilleur montage
- Tiffany Haddish et Maya Rudolph remettent l'Oscar du meilleur court métrage en prises de vues réelles et l'Oscar du meilleur court métrage documentaire
- Dave Chappelle présente la chanson Stand Up For Something nommée dans la catégorie meilleure chanson originale
- Salma Hayek, Ashley Judd et Annabella Sciorra présentent le mouvement Time's Up
- Chadwick Boseman et Margot Robbie remettent l'Oscar du meilleur scénario adapté
- Nicole Kidman remet l'Oscar du meilleur scénario original
- Wes Studi rend hommage aux soldats de l'armée américaine via un montage d'extraits de films de guerre américains et récompensés aux Oscar
- Sandra Bullock remet l'Oscar de la meilleure photographie
- Zendaya présente la chanson This is Me nommée dans la catégorie meilleure chanson originale
- Christopher Walken remet l'Oscar de la meilleure musique de film
- Emily Blunt et Lin-Manuel Miranda remettent l'Oscar de la meilleure chanson originale
- Jennifer Garner présente le segment In Memoriam
- Emma Stone présente l'Oscar du meilleur réalisateur
- Jane Fonda et Helen Mirren remettent l'Oscar du meilleur acteur
- Jodie Foster et Jennifer Lawrence remettent l'Oscar de la meilleure actrice
- Warren Beatty et Faye Dunaway remettent l'Oscar du meilleur film

## Palmarès

### Meilleur film
Note : la catégorie du meilleur film récompense les producteurs.
- La Forme de l'eau – Guillermo del Toro et J. Miles Dale
  - Call Me by Your Name – Peter Spears, Luca Guadagnino, Emilie Georges et Marco Morabito
  - Les Heures sombres – Tim Bevan, Eric Fellner, Lisa Bruce, Anthony McCarten et Douglas Urbanski
  - Dunkerque – Emma Thomas et Christopher Nolan
  - Get Out – Sean McKittrick, Jason Blum, Edward H. Hamm Jr. et Jordan Peele
  - Lady Bird – Scott Rudin, Eli Bush et Evelyn O'Neill
  - Pentagon Papers – Amy Pascal, Steven Spielberg et Kristie Macosko Krieger
  - Phantom Thread – Joanne Sellar, Paul Thomas Anderson, Megan Ellison et Daniel Lupi
  - Three Billboards : Les Panneaux de la vengeance – Graham Broadbent, Pete Czernin et Martin McDonagh

### Meilleur réalisateur
- Guillermo del Toro pour La Forme de l'eau
  - Jordan Peele pour Get Out
  - Paul Thomas Anderson pour Phantom Thread
  - Christopher Nolan pour Dunkerque
  - Greta Gerwig pour Lady Bird

### Meilleur acteur
- Gary Oldman pour le rôle de Winston Churchill dans Les Heures sombres
  - Timothée Chalamet pour le rôle d'Elio Perlman dans Call Me by Your Name
  - Daniel Day-Lewis pour le rôle de Reynolds Woodcoks dans Phantom Thread
  - Daniel Kaluuya pour le rôle de Chris Washington dans Get Out
  - Denzel Washington pour le rôle de Roman J. Israel dans L'Affaire Roman J.

### Meilleure actrice
- Frances McDormand pour le rôle de Mildred Hayes dans Three Billboards : Les Panneaux de la vengeance
  - Sally Hawkins pour le rôle d’Elisa Esposito dans La Forme de l'eau
  - Margot Robbie pour le rôle de Tonya Harding dans Moi, Tonya
  - Saoirse Ronan pour le rôle de Christine "Lady Bird" McPherson dans Lady Bird
  - Meryl Streep pour le rôle de Katharine Graham dans Pentagon Papers

### Meilleur acteur dans un second rôle
- Sam Rockwell pour le rôle de Jason Dixon dans Three Billboards : Les Panneaux de la vengeance
  - Willem Dafoe pour le rôle de Bobby Hicks dans The Florida Project
  - Woody Harrelson pour le rôle de Chief Bill Willoughby dans Three Billboards : Les Panneaux de la vengeance
  - Richard Jenkins pour le rôle de Giles dans La Forme de l'eau
  - Christopher Plummer pour le rôle de J. Paul Getty dans Tout l'argent du monde

### Meilleure actrice dans un second rôle
- Allison Janney pour le rôle de LaVona Golden dans Moi, Tonya (I, Tonya)
  - Mary J. Blige pour le rôle de Florence Jackson dans Mudbound
  - Lesley Manville pour le rôle de Cyril Woodcock dans Phantom Thread
  - Laurie Metcalf pour le rôle de Marion McPherson dans Lady Bird
  - Octavia Spencer pour le rôle de Zelda Fuller dans La Forme de l'eau

### Meilleur scénario original
- Get Out – Jordan Peele
  - The Big Sick - Emily V. Gordon et Kumail Nanjiani
  - Lady Bird – Greta Gerwig
  - La Forme de l'eau – Guillermo del Toro et Vanessa Taylor
  - Three Billboards : Les Panneaux de la vengeance – Martin McDonagh

### Meilleur scénario adapté
- Call Me by Your Name – James Ivory, d’après le roman éponyme d’André Aciman
  - The Disaster Artist – Scott Neustadter et Michael H. Weber, d’après le roman éponyme de Greg Sestero et Tom Bissell
  - Logan – Scott Frank, James Mangold et Michael Green, d’après les personnages de X-Men
  - Le Grand Jeu – Aaron Sorkin, d’après les mémoires Molly's Game: From Hollywood's Elite to Wall Street's Billionaire Boys Club, My High-Stakes Adventure in the World of Underground Poker de Molly Bloom
  - Mudbound – Virgil Williams et Dee Rees, adapté du roman éponyme de Hillary Jordan

### Meilleurs décors et direction artistique
- La Forme de l'eau – Paul Denham Austerberry, Shane Vieau et Jeff Melvin
  - La Belle et la Bête – Sarah Greenwood et Katie Spencer
  - Blade Runner 2049 – Dennis Gassner et Alessandra Querzola
  - Les Heures sombres – Sarah Greenwood et Katie Spencer
  - Dunkerque – Nathan Crowley et Gary Fettis

### Meilleurs costumes
- Phantom Thread – Mark Bridges
  - La Belle et la Bête – Jacqueline Durran
  - Les Heures sombres – Jacqueline Durran
  - La Forme de l'eau – Luis Sequeira
  - Confident royal – Consolata Boyle

### Meilleurs maquillages et coiffures
- Les Heures sombres – Kazuhiro Tsuji, David Malinowski et Lucy Sibbick
  - Confident royal – Daniel Phillips et Lou Sheppard
  - Wonder – Arjen Tuiten

### Meilleure photographie
- Blade Runner 2049 – Roger Deakins
  - Les Heures sombres – Bruno Delbonnel
  - Dunkerque – Hoyte van Hoytema
  - Mudbound – Rachel Morrison
  - La Forme de l'eau – Dan Laustsen

### Meilleur montage
- Dunkerque – Lee Smith
  - Baby Driver – Paul Machliss (en) et Jonathan Amos
  - Moi, Tonya – Tatiana S. Riegel
  - La Forme de l'eau – Sidney Wolinsky
  - Three Billboards : Les Panneaux de la vengeance – Jon Gregory

### Meilleur design de son
- Dunkerque – Richard King et Alex Gibson
  - Baby Driver – Julian Slater
  - Blade Runner 2049 – Mark Mangini et Theo Green
  - La Forme de l'eau – Nathan Robitaille et Nelson Ferreira
  - Star Wars, épisode VIII : Les Derniers Jedi – Matthew Wood et Ren Klyce

### Meilleur mixage de son
- Dunkerque – Mark Weingarten, Gregg Landaker et Gary A. Rizzo
  - Baby Driver – Julian Slater, Tim Cavagin et Mary H. Ellis
  - Blade Runner 2049 – Ron Bartlett, Doug Hemphill et Mac Ruth
  - La Forme de l'eau – Christian Cooke, Brad Zoern et Glen Gauthier
  - Star Wars, épisode VIII : Les Derniers Jedi – David Parker, Michael Semanick, Ren Klyce et Stuart Wilson

### Meilleurs effets visuels
- Blade Runner 2049 – John Nelson, Gerd Nefzer, Paul Lambert et Richard R. Hoover
  - Les Gardiens de la Galaxie Vol. 2 (Guardians of the Galaxy Vol. 2) – Christopher Townsend, Guy Williams, Jonathan Fawkner et Dan Sudick
  - Kong: Skull Island – Stephen Rosenbaum, Jeff White, Scott Benza et Mike Meinardus
  - Star Wars, épisode VIII : Les Derniers Jedi (Star Wars: Episode VIII – The Last Jedi) – Ben Morris, Mike Mulholland, Neal Scanlan et Chris Corbould
  - La Planète des singes : Suprématie (War for the Planet of the Apes) – Daniel Barrett, Dan Lemmon, Joe Letteri et Joel Whist

### Meilleure chanson originale
- Remember Me dans Coco – paroles et musique de Kristen Anderson-Lopez et Robert Lopez
  - Mighty River dans Mudbound – paroles et musique de Mary J. Blige, Raphael Saadiq et Taura Stinson
  - Mystery of Love dans Call Me by Your Name – paroles et musique de Sufjan Stevens
  - Stand Up For Something dans Marshall – musique de Diane Warren, paroles de Common et Warren
  - This Is Me dans The Greatest Showman – paroles et musique de Benj Pasek et Justin Paul

### Meilleure musique de film
- La Forme de l'eau – Alexandre Desplat
  - Dunkerque – Hans Zimmer
  - Phantom Thread – Jonny Greenwood
  - Star Wars, épisode VIII : Les Derniers Jedi – John Williams
  - Three Billboards : Les Panneaux de la vengeance – Carter Burwell

### Meilleur film en langue étrangère
- Une femme fantastique (Una mujer fantástica) •  Chili
  - L'Insulte (قضية رقم ٢٣) •  Liban
  - Faute d'amour (Нелюбовь) •  Russie
  - Corps et Âme (Testről és lélekről) •  Hongrie
  - The Square •  Suède

### Meilleur film d'animation
- Coco
  - Baby Boss (The Boss Baby)
  - Parvana, une enfance en Afghanistan (The Breadwinner)
  - Ferdinand
  - La Passion Van Gogh (Loving Vincent)

### Meilleur film documentaire
- Icare (Icarus) – Bryan Fogel et Dan Cogan
  - Abacus: Small Enough to Jail – Steve James, Mark Mitten et Julie Goldman
  - Visages, villages – Agnès Varda, JR et Rosalie Varda
  - Les Derniers Hommes d'Alep (Last Men in Aleppo) – Feras Fayyad, Kareem Abeed et Søren Steen Jespersen
  - Strong Island – Yance Ford et Joslyn Barnes

### Meilleur court métrage (prises de vues réelles)
- The Silent Child - Chris Overton et Rachel Shenton
  - DeKalb Elementary - Reed Van Dyk
  - The Eleven O'Clock - Derin Seale et Josh Lawson
  - My Nephew Emmett - Kevin Wilson, Jr.
  - Watu Wote/All of Us - Katja Benrath et Tobias Rosen

### Meilleur court métrage (documentaire)
- Heaven Is a Traffic Jam on the 405 – Frank Stiefel
  - Edith+Eddie – Laura Chekoway et Thomas Lee Wright
  - Heroin(e) – Elaine McMillion Sheldon and Kerrin Sheldon
  - Knife Skills – Thomas Lennon
  - Traffic Stop – Kate Davis and David Heilbroner

### Meilleur court métrage (animation)
- Dear Basketball - Glen Keane et Kobe Bryant
  - Garden Party - Victor Caire (en) et Gabriel Grapperon (en)
  - Lou - Dave Mullins et Dana Murray
  - Negative Space - Max Porter et Ru Kuwahata
  - Un Conte peut en cacher un autre - Jakob Schuh et Jan Lachauer

### Oscars d'honneur
Pour récompenser de façon extraordinaire l'ensemble d'une carrière, des contributions exceptionnelles au service des arts et des sciences du cinéma, ou encore un service rendu à l'Académie.
- Charles Burnett
- Owen Roizman
- Donald Sutherland
- Agnès Varda

## Statistiques

### Nominations multiples
- 13 : La Forme de l'eau
- 8 : Dunkerque
- 7 : Three Billboards
- 6 : Phantom Thread, Les Heures sombres
- 5 : Blade Runner 2049, Lady Bird
- 4 : Call Me by Your Name, Get Out, Mudbound, Star Wars, épisode VIII
- 3 : Baby Driver, Moi, Tonya
- 2 : La Belle et la Bête, Coco, Pentagon Papers, Confident royal

### Récompenses multiples
- 4 / 13 : La Forme de l'eau
- 3 / 8 : Dunkerque
- 2 / 7 : Three Billboards
- 2 / 6 : Les Heures sombres
- 2 / 5 : Blade Runner 2049
- 2 / 2 : Coco

### Les grands perdants
- 1 / 6 : Phantom Thread
- 1 / 4 : Get Out
- 1 / 4 : Call Me by Your Name
- 1 / 3 : Moi, Tonya
- 0 / 5 : Lady Bird
- 0 / 4 : Mudbound
- 0 / 4 : Star Wars, épisode VIII
- 0 / 3 : Baby Driver